# Limnonectes dammermani
Espèce
Synonymes
- Rana microdisca dammermani Mertens, 1929

Statut de conservation UICN

 LC  : Préoccupation mineure
Limnonectes dammermani est une espèce d'amphibiens de la famille des Dicroglossidae.

## Répartition
Cette espèce est endémique des petites îles de la Sonde en Indonésie. Elle se rencontre sur les îles de Florès, de Lombok et de Sumbawa jusqu'à au moins 1 200 m d'altitude.

## Étymologie
Cette espèce est nommée en l'honneur de Karel Willem Dammerman (1888–1951).

## Publication originale
- Mertens, 1929 : Herpetologische Mitteilungen: XXIII-XXV. Über einige Amphibien und Reptilien aus Sud-Bolivien. XXIV. Amphibien und Reptilien aus Atjeh (Nord Sumatra), gesammelt von Herrn H.R. Rookmaaker. XXV. Zur Kenntnis der Rana microdisca Boettger und ihrer Rassen. Zoologischer Anzeiger, vol. 86, p. 57-68.